# Gilberto Baires
Gilberto Arnulfo Baires Hernández (sinh ngày 1 tháng 4 năm 1990) là một cầu thủ bóng đá, hiện tại thi đấu cho Santa Tecla ở Salvadoran Primera División.

## Sự nghiệp câu lạc bộ
Baires vượt qua hệ thống trẻ của Atlético Marte, và có màn ra mắt chuyên nghiệp năm 2007.

## Sự nghiệp quốc tế
Baires có màn ra mắt cho El Salvador vào tháng 1 trong trận đấu tại Cúp bóng đá UNCAF 2011 trước Belize và tính đến tháng 1 năm 2012, có tổng cộng 9 lần ra sân, không ghi được bàn nào. Anh từng đại diện quốc gia tại Cúp bóng đá UNCAF 2011, as well as tại Cúp Vàng CONCACAF 2011.

### Bàn thắng quốc tế
Bàn thắng và kết quả của El Salvador được để trước.
| No. | Date                 | Venue                                             | Opponent | Score | Kết quả | Competition                               |
| --- | -------------------- | ------------------------------------------------- | -------- | ----- | ------- | ----------------------------------------- |
| 1.  | 13 tháng 10 năm 2018 | Sân vận động Cuscatlán, San Salvador, El Salvador | Barbados | 2–0   | 3–0     | Vòng loại CONCACAF Nations League 2019–20 |